# Thelypteris lugubris
Thelypteris lugubris är en kärrbräkenväxtart som först beskrevs av Georg Heinrich Mettenius, och fick sitt nu gällande namn av R. M. Tryon och A. F. Tryon. Thelypteris lugubris ingår i släktet Thelypteris och familjen Thelypteridaceae. Inga underarter finns listade.